# Jämten, Södermanland
Jämten är en sjö i Katrineholms kommun i Södermanland och ingår i Nyköpingsåns huvudavrinningsområde. Sjön har en area på 0,12 kvadratkilometer och ligger 25,1 meter över havet.

## Delavrinningsområde
Jämten ingår i det delavrinningsområde (654921-153894) som SMHI kallar för Utloppet av Valdemaren. Medelhöjden är 42 meter över havet och ytan är 49,84 kvadratkilometer. Räknas de 22 avrinningsområdena uppströms in blir den ackumulerade arean 226,22 kvadratkilometer. Hedenlundaån som avvattnar avrinningsområdet har biflödesordning 3, vilket innebär att vattnet flödar genom totalt 3 vattendrag innan det når havet efter 61 kilometer. Avrinningsområdet består mestadels av skog (54 procent), öppen mark (13 procent) och jordbruk (18 procent). Avrinningsområdet har 5,61 kvadratkilometer vattenytor vilket ger det en sjöprocent på 11,2 procent. Bebyggelsen i området täcker en yta av 0,31 kvadratkilometer eller 1 procent av avrinningsområdet.